# Memorio
Memorio (in latino: Memorius; ...) è un politico romano, governatore (praeses) della Cilicia nel marzo del 363.
Era amico dell'imperatore Flavio Claudio Giuliano e corrispondente di Libanio.